# 18-я пехотная дивизия (Российская империя)
18-я пехо́тная диви́зия — пехотное соединение в составе Русской императорской армии.
Штаб дивизии: Тамбов (1866), Люблин (1914). Входила в 14-й армейский корпус.

## История дивизии

### Формирование
- 05.02.1806 — 04.05.1806 — 9-я дивизия
- 04.05.1806 — 31.03.1811 — 10-я дивизия
- 31.03.1811 — 20.05.1820 — 10-я пехотная дивизия
- 20.05.1820 — 10.07.1826 — 15-я пехотная дивизия
- 10.07.1826 — 22.08.1829 — 3-я бригада сводной дивизии 5-го пехотного корпуса
- 22.08.1829 — 21.04.1833 — 15-я пехотная дивизия
- 21.04.1833 — 26.04.1835 — 12-я пехотная дивизия
- 26.04.1835 — хх.хх.1918 — 18-я пехотная дивизия

### Боевые действия
Дивизия – участница Таневского сражения 18 – 25 июня 1915 г. и Люблин-Холмского сражения 9 - 22 июля 1915 г. Участвовала в летнем наступлении 1917 г.

## Состав дивизии
- 1-я бригада (Люблин)
  - 69-й пехотный Рязанский генерал-фельдмаршала князя Александра Голицына полк
  - 70-й пехотный Ряжский полк
- 2-я бригада (Ивангород)
  - 71-й пехотный Белевский полк
  - 72-й пехотный Тульский полк
- 18-я артиллерийская бригада (Ивангород)

## Командование дивизии
(Командующий в дореволюционной терминологии означал временно исполняющего обязанности начальника или командира. Должности начальника дивизии соответствовал чин генерал-лейтенанта, и при назначении на эту должность генерал-майоров они оставались командующими до момента своего производства в генерал-лейтенанты).

### Начальники дивизии
- 05.02.1806 — 28.11.1807[4] — генерал-лейтенант барон Меллер-Закомельский, Пётр Иванович
- 28.11.1807 — 29.05.1811 — генерал-майор (с 12.12.1807 генерал-лейтенант) Левиз, Фёдор Фёдорович
- 11.05.1821 — 10.07.1826[5] — генерал-адъютант генерал-лейтенант барон Розен, Григорий Владимирович
  - 30.08.1823 — 24.10.1824 — командующий генерал-майор Юшков, Александр Иванович
  - 24.10.1824 — 10.07.1826 — командующий генерал-майор Штегеман, Христофор Осипович
- 10.07.1826 — 22.08.1829[6] — генерал-майор Штегеман, Христофор Осипович
- 22.08.1829 — 20.01.1830 — генерал-лейтенант Набоков, Иван Александрович
- 20.01.1830 — 04.10.1832 — генерал-майор (с 06.10.1831 генерал-лейтенант) Фриш, Матвей Карлович
- 04.10.1832 — 12.02.1849 — генерал-майор (с 06.12.1833 генерал-лейтенант) Чебышёв, Сергей Сергеевич
- 27.02.1849 — 07.11.1853 — генерал-майор (с 03.04.1849 генерал-лейтенант) Скобельцын, Николай Николаевич
- 07.11.1853 — 02.11.1854 — генерал-лейтенант Белявский, Константин Яковлевич
- 14.12.1854 — 16.08.1856 — генерал-лейтенант князь Гагарин, Александр Иванович
- 16.08.1856 — 12.01.1861 — генерал-майор (с 30.08.1857 генерал-лейтенант) князь Багратион-Мухранский, Иван Константинович
- 12.01.1861 — 23.06.1863 — генерал-лейтенант Линевич, Николай Петрович (старший)
- 23.06.1863 — 29.04.1868 — генерал-майор (с 30.08.1863 генерал-лейтенант) Марк, Михаил Эммануилович
- хх.04.1868 — 14.03.1876 — генерал-майор (с 30.08.1870 генерал-лейтенант) Карцов, Павел Петрович
- 14.03.1876 — 27.03.1876[7] — генерал-лейтенант Набель, Владимир Андреевич (Генрихович)[8][9]
- 20.04.1876 — 13.10.1885 — генерал-майор (с 30.08.1876 генерал-лейтенант) Нарбут, Александр Николаевич
- 22.10.1885 — 19.10.1886 — генерал-майор (с 30.08.1886 генерал-лейтенант) Мальм, Вильгельм Иванович
- 27.10.1886 — 03.11.1893 — генерал-лейтенант Столетов, Николай Григорьевич
- 22.11.1893 — 03.10.1899 — генерал-лейтенант Шкуринский, Семён Афанасьевич
- 20.10.1899 — 16.06.1901 — генерал-лейтенант Агапеев, Пётр Еремеевич
- 04.07.1901 — 09.07.1906 — генерал-майор (с 06.12.1901 генерал-лейтенант) Смирнов, Владимир Васильевич
- 01.07.1906 — 19.04.1907 — генерал-лейтенант Чурин, Алексей Евграфович
- 14.05.1907 — 21.02.1908 — генерал-лейтенант Шкинский, Яков Фёдорович
- 17.06.1908 — 02.09.1914 — генерал-лейтенант Баланин, Дмитрий Васильевич
- 16.09.1914 — 18.04.1917 — генерал-лейтенант Папенгут, Павел Оскарович
- 08.05.1917 — хх.хх.хххх — командующий генерал-майор Белолипецкий, Валериан Ерофеевич

### Начальники штаба дивизии
Должность начальника штаба дивизии введена 1 января 1857 года.
- 01.01.1857 — 08.02.1857 — подполковник Вивьен-Шатобрен, Иосиф Иосифович
- хх.хх.1857 — 08.08.1857 — подполковник Ермолинский, Дмитрий Агафонович
- 12.12.1857 — хх.хх.1861 — подполковник (с 30.08.1861 полковник) Краевский, Фёдор Иванович
- 1861/1862 — 29.01.1863 — полковник Шульц, Лев Петрович
- 29.01.1863 — 28.06.1863 — подполковник Вишневский, Александр Павлович
- 28.06.1863 — 04.09.1864 — подполковник Андреев, Ипполит Иванович
- 04.09.1864 — хх.05.1865 — полковник Гейнс, Александр Константинович
- 07.05.1865 — 25.11.1866 — полковник барон Зедделер, Людвиг Людвигович (Логгин Логгинович)
- 25.11.1866 — 25.05.1867 — подполковник Самбикин, Митрофан Николаевич
- 25.05.1867 — 14.03.1870 — подполковник (с 31.03.1868 полковник) Шульгин, Михаил Михайлович
- 14.03.1870 — 25.09.1874 — подполковник (с 17.04.1870 полковник) Нарбут, Василий Фёдорович
- 19.10.1874 — после 25.09.1878 — полковник Михеев, Александр Дмитриевич
- 15.11.1878 — 18.03.1885 — полковник Кирсанов, Николай Ефимович
- 24.03.1885 — 25.10.1888 — и. д. полковник Александров, Владимир Владимирович
- 06.11.1888 — 23.03.1892 — полковник Яковлев, Пётр Петрович
- 26.03.1892 — 05.02.1898 — полковник Гусаков, Епифаний Арсеньевич
- 02.04.1898 — 05.06.1901 — полковник Рещиков, Николай Петрович
- 23.06.1901 — 21.02.1905 — подполковник (с 14.04.1902 полковник) Матвеев, Михаил Львович
- 07.04.1905 — 04.04.1908 — подполковник (с 06.12.1907 полковник) Сегеркранц, Владимир Карлович
- 07.04.1908 — 28.09.1913 — подполковник (с 13.04.1908 полковник) Воронецкий, Владимир Владимирович
- 28.09.1913 — 15.04.1915 — полковник Сытин, Иван Павлович
- 06.08.1915 — 05.01.1916 — и. д. полковник Гейдеман, Константин Иванович
- 05.01.1916 — 24.05.1916 — генерал-майор Пороховщиков, Александр Сергеевич
- 30.05.1916 — 17.12.1916 — полковник Орлов, Михаил Иванович
- 22.12.1916 — 13.04.1917 — генерал-майор Бреслер, Владимир Петрович
- 22.04.1917 — хх.хх.1917 — и. д. подполковник Величковский, Яков Васильевич
- хх.хх.1917 — хх.03.1918 — и. д. капитан Дыдоров, Климент Иванович

### Командиры 1-й бригады
В период с 28 марта 1857 года по 30 августа 1873 года должности бригадных командиров были упразднены.
После начала Первой мировой войны в дивизии была оставлена должность только одного бригадного командира, именовавшегося командиром бригады 20-й пехотной дивизии.
- 17.04.1822 — 19.03.1826 — генерал-майор барон Таубе, Максим Максимович
- 19.03.1826 — 10.07.1826 — командующий полковник Пряжевский, Николай Иванович
- 22.08.1829 — 20.03.1830 — генерал-майор Эттер, Павел Васильевич
- 20.03.1830 — 06.01.1832 — генерал-майор барон Фредерикс, Борис Андреевич
  - 20.03.1830 — 01.05.1830 — командующий полковник граф Толстой, Александр Дмитриевич
- 06.01.1832 — 12.01.1833 — командующий полковник Чинчик, Павел Иванович
- 15.01.1833 — 22.09.1834[10] — генерал-майор Кромин, Павел Евграфович
- 22.09.1834 — 17.10.1834 — генерал-майор Дебан-Скоротецкий, Викентий Иванович
- 17.10.1834 — 28.11.1835[11] — генерал-майор Данненберг, Пётр Андреевич
- 28.11.1835 — 13.12.1840[12] — генерал-майор Бутовский, Пётр Петрович
- 13.12.1840 — 21.04.1845[13] — генерал-майор Воронец, Яков Владимирович
- 21.04.1845 — 08.06.1846 — генерал-майор Ермолов, Сергей Николаевич
- 18.06.1846 — 08.01.1856 — генерал-майор Трегубов, Фёдор Фёдорович
- 13.02.1856 — 28.03.1857 — генерал-майор Дрейер, Николай Николаевич
- 30.08.1873 — 03.08.1877 — генерал-майор Жуков, Даниил Ефимович
- 03.08.1877 — 19.02.1885 — генерал-майор Хрущёв, Аркадий Александрович
- 20.04.1885 — 02.08.1892 — генерал-майор Медем, Карл Карлович
- 25.08.1892 — 14.02.1894 — генерал-майор Озаровский, Александр Фёдорович
- 26.02.1894 — 30.01.1901 — генерал-майор Мендт, Эдуард Эдуардович
- 07.02.1901 — 07.11.1907 — генерал-майор Муфель, Владимир Николаевич
- 12.11.1907 — 23.06.1914 — генерал-майор Ромашев, Андрей Васильевич
- 23.06.1914 — 11.12.1916 — генерал-майор Михайлов, Михаил Пантелеймонович
- 31.12.1916 — 14.04.1917 — полковник (с 18.02.1917 генерал-майор) Новосильцев, Лев Семёнович
- 14.04.1917 — хх.хх.хххх — полковник (с 27.08.1917 генерал-майор) Мартынов, Евгений Николаевич

### Командиры 2-й бригады
- 31.05.1837 — 21.12.1847 — генерал-майор Загорский, Иван Иванович
- 17.03.1851 — 16.09.1854 — генерал-майор фон Лейн, Карл Фёдорович
- 08.04.1856 — хх.хх.1857 — генерал-майор Неелов, Павел Евгеньевич
- 30.08.1873 — хх.хх.1879 — генерал-майор Донауров, Алексей Петрович
- 01.08.1879 — 21.03.1888 — генерал-майор Фельдман, Иоганн-Николай Александрович
- 21.03.1888 — 14.03.1896 — генерал-майор Ларионов, Дмитрий Иванович
- 14.03.1896 — 23.02.1897 — генерал-майор князь Кильдишев, Павел Андреевич
- 11.03.1897 — 11.03.1900 — генерал-майор Свечин, Андрей Михайлович
- 04.04.1900 — 16.09.1902 — генерал-майор Быков, Александр Николаевич
- 06.11.1902 — 02.09.1904 — генерал-майор Пельцер, Иван Карлович
- 15.09.1904 — 08.10.1908 — генерал-майор Реми, Александр Александрович
- 27.10.1908 — 23.07.1911 — генерал-майор Плешков, Фёдор Емельянович
- 23.07.1911 — 21.02.1915 — генерал-майор Михелис, Евгений Михайлович

### Помощники начальника дивизии
В период с 28 марта 1857 года по 30 августа 1873 года помощники начальника дивизии фактически являлись бригадными командирами.
- 28.03.1857 — 12.01.1861 — генерал-майор (с 28.01.1860 генерал-лейтенант) Линевич, Николай Петрович (старший)
- 06.06.1861 — 17.07.1866 — генерал-майор Сафонов, Павел Васильевич
- 17.07.1866 — 02.10.1867[14] — генерал-майор Малевский, Андрей Константинович
- 29.11.1867 — 04.03.1869 — генерал-майор Вуяхевич, Алексей Авимович
- 04.03.1869 — 18.02.1870[15] — генерал-майор Черкесов, Антонин Антонович
- 17.04.1870 — 30.08.1873[16] — генерал-майор Жуков, Даниил Ефимович

### Командиры 18-й артиллерийской бригады
Номер в наименовании артиллерийской бригады изменялся параллельно с номером пехотной дивизии, к которой бригада была приписана.
До 1875 г. должности командира артиллерийской бригады соответствовал чин полковника, а с 17 августа 1875 г. - чин генерал-майора.
- 23.08.1806 — 14.02.1811 — полковник (с 16.03.1808 генерал-майор) Игнатьев, Гавриил Александрович
- 14.02.1811 — 02.05.1816 — полковник Вербовский, Платон Васильевич
- 02.05.1816 — 06.04.1819 — полковник Магденко, Михаил Семёнович
- 02.06.1819 — 30.01.1820 — подполковник (с 15.09.1819 полковник) Зенич, Иван Григорьевич
- 30.01.1820 — 15.01.1828 — полковник Волевач, Яков Иванович
- 15.01.1828 — 19.05.1832 — подполковник (с 24.04.1828 полковник) Сахновский, Степан Яковлевич
- хх.хх.хххх — 27.03.1835 — полковник Владыкин, Константин Иванович
- 05.04.1835 — 08.11.1844 — подполковник (с 06.12.1836 полковник) Клибер, Егор Андреевич
- 08.11.1844 — 20.11.1853 — полковник (с 06.12.1851 генерал-майор) Яфимович, Владимир Матвеевич
- 20.11.1853 — 12.05.1855 — полковник (с 02.02.1855 генерал-майор) Назимов, Сергей Иванович
- 12.05.1855 — 23.10.1861 — генерал-майор Загорянский, Пётр Никифорович
- 08.11.1861 — хх.хх.1866 — полковник Матисон, Эдуард Владимирович
- хх.хх.1866 — хх.хх.1869 — полковник Вонсяцкий, Феофилакт Иванович
- 07.01.1870 — 12.07.1878 — полковник (с 30.08.1875 генерал-майор) Богданов, Николай Павлович
- 12.07.1878 — 04.10.1887 — полковник (с 19.02.1881 генерал-майор) Липовский, Николай Павлович
- 06.12.1887 — 18.06.1894 — генерал-майор Терейковский, Александр Алексеевич
- 21.06.1894 — 01.01.1898[18] — генерал-майор Якубович, Михаил Андреевич
- 01.01.1898 — 05.12.1900 — генерал-майор Девель, Георгий Фёдорович
- 09.12.1900 — 13.12.1903 — полковник (с 06.12.1901 генерал-майор) Палицын, Николай Фёдорович
- 05.01.1904 — 18.02.1904 — генерал-майор Мрозовский, Иосиф Иванович
- 03.03.1904 — 21.03.1908 — генерал-майор Мусселиус, Андрей Робертович
- 21.03.1908 — 25.07.1910 — генерал-майор Янушев, Василий Минович
- 25.07.1910 — до 28.03.1912[19] — генерал-майор Жабыко, Виктор Кириллович
- 28.03.1912 — 03.07.1915 — генерал-майор Кучин, Дмитрий Александрович
- 08.07.1915 — 28.04.1917 — полковник (с 02.02.1916 генерал-майор) Берг, Михаил Леонтьевич
- 28.04.1917 — хх.хх.хххх — командующий полковник Ленчевский, Николай Константинович

## Упоминания в литературе
- Дивизия упомянута (под присвоенным ей на тот момент 15-м номером) в пьесе «Горе от ума» А. С. Грибоедова как место службы полковника Скалозуба:

Бывает, моего счастливее везёт.

У нас в пятнадцатой дивизии, не дале,

Об нашем хоть сказать бригадном генерале.